# Selfish (EP)
Selfish é o EP de estreia da cantora sul coreana Moonbyul, que é a rapper principal do grupo coreano, Mamamoo. O EP foi lançado em 23 de maio 2018 pela Rainbow Bridge World , o primeiro single do EP foi a faixa-título "Selfish" que teve participação da cantora Seulgi do grupo Red Velvet, o seu lançamento no mesmo dia do lançamento do álbum.

## Faixas
| N.º            | Título                   | Compositor(es)         | Duração |  |
| 1.             | "In My Room"             | Moonbyul,Park Woo-Sang | 2:27    |  |
| 2.             | "Selfish" (com Seulgi)   | Moonbyul,Park Woo-Sang | 3:12    |  |
| 3.             | "Love & Hate" (Acoustic) | Moonbyul,Park Woo-Sang | 3:05    |  |
| Duração total: | Duração total:           | Duração total:         | 09:14   |  |